# 背绒杜鹃
背绒杜鹃（学名：Rhododendron hypoblematosum），为杜鹃花科杜鹃花属下的一个种。

## 扩展阅读
維基物種上的相關：背绒杜鹃